# Lijst van burgemeesters van Maasbracht
Dit is een lijst van burgemeesters van de voormalige Nederlandse gemeente Maasbracht.
| Ambtsperiode | Naam burgemeester     | Partij of stroming | Bijzonderheden |
| ------------ | --------------------- | ------------------ | --- |
| 18?? - 1830  | J. Janssens           |                    | |
| 1830 - 1875  | H. Geurts             |                    | |
| 1875 - 1884  | M. Geurts             |                    | |
| 1884 - 1902  | J. van de Venne       |                    | |
| 1902 - 1933  | H.H.H. van de Venne   |                    | tevens burgemeester van Montfort (1911-1933)                                                                       |
| 1933 - 1941  | J.E.M.L.H. Geradts    |                    | |
| 1941 - 1944  | P.J. Kluytmans        | NSB                | |
| 1945         | J.E.M.L.H. Geradts    |                    | |
| 1946 - 1949  | F.J. Cuypers          |                    | later burgemeester van Echt                                                                                        |
| 1949 - 1978  | Dries (A.B.J.) Ewalds | KVP                | later waarnemend burgemeester van Merkelbeek                                                                       |
| 1978 - 1994  | Jan (P.J.) Vaes       | KVP/CDA            | |
| 1994 - 2001  | René (R.H.) Roep      | CDA                | later burgemeester van Gilze en Rijen en Vlissingen                                                                |
| 2001 - 2002  | Jan (J.W.) Smeets     | CDA                | waarnemend, eerder burgemeester van Thorn, Grathem en Deurne, later waarnemend burgemeester van Brunssum en Haelen |
| 2002 - 2007  | Frans (F.J.M.) Wilms  | CDA                | aansluitend burgemeester van fusiegemeente Maasgouw, waar Maasbracht in op ging                                    |